# Tramway de Zagreb
Le tramway de Zagreb, dirigé par le Zagrebački električni tramvaj (en) (ZET), se compose de 15 lignes diurnes et 4 lignes nocturnes à Zagreb, en Croatie. Les trams fonctionnent sur 53,5 km de lignes à voie métrique.
Pendant la journée, chaque ligne fonctionne en moyenne toutes les 5 à 10 minutes, mais la quasi-totalité des stations est desservie par au moins deux lignes. Les lignes nocturnes ont des horaires précis en moyenne à environ toutes les 40 minutes.
La première ligne de tramway hippomobile a été ouverte en 1891, et le premier tramway électrique a roulé en 1910. Le réseau de tramways de Zagreb a transporté 204 millions de passagers en 2008.

## Histoire

Évolution des lignes du tramway de Zagreb depuis 1891.

## Réseau actuel

### Réseau de journée
| 1  | Zapadni kolodvor - Place Ban-Jelačić - Borongaj                                                              |
| 2  | Črnomerec - Jukićeva - Glavni kolodvor - Autobusni kolodvor - Savišće                                        |
| 3  | Ljubljanica - Ulica grada Vukovara - Savišće                                                                 |
| 4  | Savski most - Glavni kolodvor - Draškovićeva - Dubec                                                         |
| 5  | Prečko - Ulica grada Vukovara - Autobusni kolodvor - Kvaternik Square - Maksimir                             |
| 6  | Črnomerec - Place Ban-Jelačić - Glavni kolodvor - Autobusni kolodvor - Sopot                                 |
| 7  | Savski most - Velesajam - Autobusni kolodvor - Dubrava                                                       |
| 8  | Mihaljevac - Draškovićeva - Autobusni kolodvor - Zapruđe                                                     |
| 9  | Ljubljanica - Glavni kolodvor - Borongaj                                                                     |
| 11 | Črnomerec - Place Ban-Jelačić - Dubec                                                                        |
| 12 | Ljubljanica - Place Ban-Jelačić - Dubrava                                                                    |
| 13 | Žitnjak - Ulica grada Vukovara - Place Ban-Jelačić - Glavni kolodvor - Trg žrtava fašizma - Kvaternik Square |
| 14 | Mihaljevac - Place Ban-Jelačić - Savska ulica - Velesajam - Zapruđe                                          |
| 15 | Mihaljevac - Dolje                                                                                           |
| 17 | Prečko - Place Ban-Jelačić - Borongaj                                                                        |

### Lignes de nuit
| 31 | Črnomerec - Place Ban-Jelačić - Glavni kolodvor - Autobusni kolodvor - Velesajam - Savski most |
| 32 | Prečko - Place Ban-Jelačić - Trg hrvatskih velikana - Borongaj                                 |
| 33 | Dolje - Draškovićeva - Glavni kolodvor - Savska cesta - Ulica grada Vukovara - Savišće         |
| 34 | Ljubljanica - Place Ban-Jelačić - Glavni kolodvor - Draškovićeva - Dubec                       |

### Matériel roulant
| Image | Constructeur       | Modèle     | Année de livraison | Nombre |
| ----- | ------------------ | ---------- | ------------------ | ------ |
|       | Đuro Đaković       | TMK 201    | 1973 - 1974        | 30     |
|       | Tatra              | T4YU       | 1976 - 1982        | 95     |
|       | Tatra              | KT4YU      | 1985 - 1986        | 51     |
|       | TŽV Gredelj/Končar | TMK 2100   | 1994               | 16     |
|       | CROTRAM            | TMK 2200   | 2005 - 2012        | 140    |
|       | CROTRAM            | TMK 2200 K | 2010 - ...         | 60     |

Les plus anciennes rames peuvent circuler avec des remorques non motorisées, de type : TP 591, TP 701 ou TP 801.
En 2023, 20 nouvelles rames sont commandés à Končar, une version plus récente du TMK 2200 K déjà procuré par le constructeur. La ville espère commander au total 40 à 60 rames pour renouveler son parc.